# Jesus Tuquib
Jesus Balaso Tuquib (* 27. Juni 1930 in Clarin, Misamis Occidental, Philippinen; † 1. August 2019 in Cagayan de Oro) war ein philippinischer Geistlicher und römisch-katholischer Erzbischof von Cagayan de Oro.

## Leben

Wappen von Jesus Tuquib als Erzbischof von Cagayan de Oro

Jesus Tuquib trat bereits in das kleine Seminar in Argao, Cebu, Philippinen ein. Er studierte Philosophie und Theologie am Priesterseminar San Carlos in Mabolo, Cebu, Philippinen. Er empfing am 14. März 1959 die Priesterweihe. 1964 absolvierte er ein Studium zum  Sekundären Bildungsbereich. 1967 wurde er in Theologie an der Universität des heiligen Thomas von Aquin in Manila promoviert. Jesus Tuquib lehrte am Seminar in Bacolod City (1959–1960) und in Bohol (1960–1965), wo er auch Präfekt war.  Von 1967 bis 1972 war er Kanzler des Bistums Dipolog.
Papst Paul VI. ernannte ihn am 24. Februar 1973 zum ersten Bischof des neuerrichteten Bistums Pagadian. Die Bischofsweihe spendete ihm der Bischof von Tagbilaran, Manuel Mascariñas y Morgia, am 29. Mai desselben Jahres; Mitkonsekratoren waren Lino R. Gonzaga y Rasdesales, Erzbischof von Zamboanga, und Felix Sanchez Zafra, Bischof von Dipolog.
Am 31. März 1984 wurde er von Papst Johannes Paul II. zum Koadjutorerzbischof von Cagayan de Oro ernannt und am 31. Mai desselben Jahres in das Amt eingeführt. Mit der Emeritierung von Patrick H. Cronin SSCME am 5. Januar 1988 folgte er diesem im Amt des Erzbischofs von Cagayan de Oro nach.
Am 4. März 2006 nahm Papst Benedikt XVI. sein aus Altersgründen vorgebrachtes Rücktrittsgesuch an.